# 愛音麻里亞
愛音麻里亞（日語：愛音まりあ，1996年2月22日—），日本的前AV女優，神奈川縣出身。目前為「PRESTIGE」專屬女優，所屬於「T-POWERS」事務所。

## 人物
興趣是Cosplay。
出道前原本以「麻里亞」（まりあ）名義在日本影片分享網站「niconico動畫」上發布Cosplay影片，常常在直播上換衣服，結果也因此受邀成為AV女優，她也說是因為與一位前AV女優好友的談話後才想要拍攝AV。出道時因長相與MOMO親子台前旗下藝人「優格姐姐」相似而有「暗黑優格姐姐」的稱號。
最喜歡偶像是Berryz工房的菅谷梨沙子，高中畢業後也曾多次收到早安家族的試鏡邀請，雖然後來失敗了，但是她仍然很想要加入那個團體。
第一次的親密關係是與一位30歲的咖啡店老闆。而第一次自慰是偷看爸爸的A片，後來在家中的衣櫥發現了按摩棒，試了之後覺得非常刺激。
後來在「MGS」動畫平台（MGStage）以《【初撮り】ネットでAV応募→AV体験撮影 171 まりあ 20歳 フリーター》首次亮相。

## 簡歷
2016年10月25日，官方Twitter帳號建立，在niconico動畫初次投稿。
2017年1月6日，成為日本AV片商「PRESTIGE」的專屬女優AV出道，被片商封為2017超級新人。
2017年11月中，出席2017日本成人博覽會。
2018年2月，入圍DMM成人獎2018最佳新人獎。
2018年5月，在得知同片商的女優吉川蓮引退消息時，一度在Twitter上說自己也不拍AV了。
2021年8月6日，於個人Twitter宣布在同年9月引退。

## 作品

### AV
※皆為「PRESTIGE」專屬

### VR
- 甘えたがりの恋人・愛音まりあの誘惑ラブラブSEX！（2017年12月1日）
- 凄テクお姉さん・愛音まりあの淫語満載ご奉仕SEX！ 愛音まりあ（2017年12月29日）
- 指名率No.1！120％神対応の泡姫・愛音まりあの極上おもてなしセックス！（2019年1月11日）
- 禁断セックス！僕のお姉ちゃん・愛音まりあの近親相姦筆下ろし！（2019年2月8日）

### 寫真DVD
- 愛音まりあが好きすぎて愛音まりあが彼女になってた（2017年8月25日、GRAPHIS）[24]
- REBDB-273 Maria 情熱キャットガール（2018年1月4日、REbecca）

## 電視節目
- ケンコバのバコバコテレビ（2017年 - 、SUN電視台） - スタジオレギュラー

## 網路放送寫真
- グラフィスギャルズ-愛音まりあ （页面存档备份，存于）（グラフィス）

## 雜誌
- バイキチ （页面存档备份，存于） 2017年4月号 （页面存档备份，存于） （2017年2月24日、イージーパブリッシング （页面存档备份，存于））
- 週刊プレイボーイ2017年7月31日号 （页面存档备份，存于）（2017年7月15日、集英社）※泡パ。プレステージ専属　絶対的美少女×5
- 究極美女プレステージ Vol.17 （页面存档备份，存于）（2017年10月16日、三和出版）
- ＦＬＡＳＨ（日语：FLASH (写真週刊誌)）（フラッシュ）2017年10月31日号[25]（2017年10月17日、光文社）
- 週刊大眾（日语：週刊大衆）2017年11/6号 （页面存档备份，存于） （2017年10月23日、双葉社）
- 週刊ポスト（日语：週刊ポスト）十一月十七号（2017年11月6日、小学館)
- 超キレい超かわいい 2017年12月号 Vol.27（2017年11月8日、ダイアプレス （页面存档备份，存于））
- 週刊実話（日语：週刊実話）2017年12月7日号（2017年11月22日、日本ジャーナル出版）
- TOKYO GALs COLLECTION ～東京ギャルズコレクション～ 2018年2月号 （页面存档备份，存于）（2017年12月28日、太洋図書）
- エロいカラダの女教師[26]（2018年1月9日、太洋出版 （页面存档备份，存于））
- TOKYO GALs COLLECTION ～東京ギャルズコレクション～ 2018年4月号 （页面存档备份，存于）（2018年2月28日、太洋図書）
- エキサイティングマックス！2018年5月号（2018年3月26日、ぶんか社）

## 外部連結
- ♡愛音まりあ♡的X（前Twitter）（2016年10月19日 - ）
- ♡愛音まりあ♡的Instagram帳戶
- まりあ - ニコニコ動画
- 愛音まりあ 特設サイト （页面存档备份，存于） - プレステージ公式サイト
- 出演者 愛音まりあ （页面存档备份，存于） - AVファン感謝祭 Japan Adult Expo 2017
- 愛音まりあ - xcity
- AV女優リスト 愛音まりあ （页面存档备份，存于） - みんなのAV